# Scarus viridifucatus
Scarus viridifucatus е вид бодлоперка от семейство Scaridae. Видът не е застрашен от изчезване.

## Разпространение и местообитание
Разпространен е в Индонезия, Кения, Кокосови острови, Мадагаскар, Малдиви, Мозамбик, Сейшели, Сомалия, Тайланд и Танзания.
Обитава крайбрежията на океани, морета и рифове. Среща се на дълбочина от 1 до 15 m.

## Описание
На дължина достигат до 45 cm, а теглото им е не повече от 600 g.
Популацията на вида е стабилна.